# Sitona sulcifrons
Sitona sulcifrons är en skalbaggsart som först beskrevs av Carl Peter Thunberg 1798.  Sitona sulcifrons ingår i släktet Sitona, och familjen vivlar. Arten är reproducerande i Sverige.